# Марчев, Владимир Михайлович
Владимир Михайлович Марчев (род. 7 августа 1977, Верхняя Синячиха, Алапаевский район, Свердловская область, РСФСР, СССР) — российский серийный убийца и грабитель. В период с февраля 2010 по октябрь 2011 года убил и ограбил трёх женщин.

## Биография

### Жизнь до убийств
О ранних годах жизни Владимира Марчева известно мало. Родился в рабочем посёлке Верхняя Синячиха (Алапаевский район Свердловской области) в 1977 году. Рос единственным ребёнком в полной семье. В детские и юношеские годы не был замечен в проявлении агрессии и девиантного поведения по отношению к окружающим, характеризовался положительно. После окончания школы освоил профессию водителя-экскаваторщика и переехал в город Дегтярск. Вёл уединённый образ жизни, испытывал проблемы в отношениях с противоположным полом, не был женат.
В 2006 году совершил первое нападение на женщину. Посадив её в свой автомобиль и пообещав подвезти, Марчев по пути напал на пассажирку, ограбил её и попытался задушить, но жертве удалось убежать и написать заявление в милицию. За грабёж Марчева приговорили к трём годам лишения свободы в колонии общего режима. Срок отсидел полностью. Выйдя на свободу летом 2009 года, вскоре возобновил преступления.

### Убийства
В 2010—2011 годах Марчев совершил три убийства, сопряжённых с разбойными нападениями. В качестве жертв выбирал девушек и женщин в возрасте от 20 до 47 лет. Преступления совершал по одной и той же схеме. Управляя своим автомобилем «ВАЗ-21074» (в одном случае использовал рабочую самоходную машину), Марчев выискивал жертв на автодорогах и предлагал отвезти в нужное место за небольшую плату. Согласившихся женщин Марчев вывозил в лесной массив, где душил и наносил ножевые ранения, после чего грабил и проделывал с трупами одну и ту же манипуляцию — отрезал голову и кисти рук, а затем разбрасывал останки по району. Деньги убитых присваивал себе, а имущество, в частности мобильные телефоны, продавал скупщикам краденого на центральном рынке Екатеринбурга.
Первое убийство Марчев совершил 7 февраля 2010 года. В тот день он выполнял работу по очистке улиц от снега, передвигаясь на своём снегоуборочном автогрейдере по Первоуральску. На одной из улиц города Марчев заметил 23-летнюю ранее ему незнакомую местную жительницу Яну Нургалиеву. Наехав на девушку и сбив её с ног, Марчев затащил Нургалиеву в кабину, вывез на пустырь в микрорайоне Ельничный и задушил капроновым чулком, предварительно забрав деньги и ценные вещи. Тело убитой засыпал снегом, однако спустя несколько дней вернулся с целью повторного сокрытия следов преступления — отрезал у трупа руки по локоть и голову, которые выбросил в разных местах вдоль автодороги. Останки Нургалиевой по частям были найдены в марте—апреле 2010 года.
Следующей жертвой Марчева стала 20-летняя студентка Милана Иванова, которая в ночь на 1 января 2011 года праздновала Новый год в кругу семьи, а наутро отправилась к друзьям на попутной машине. Марчев на своих «Жигулях» согласился подвезти её за 500 рублей в Екатеринбург. В Верх-Исетском районе Марчев совершил на Иванову нападение, в ходе которого нанёс ей несколько ударов по голове баллонным ключом, придушил шарфом и заставил пройти с ним вглубь леса, где перерезал жертве горло ножом и частично расчленил. Обезглавленное тело, руки и голову Ивановой нашли 22 июня того же года на 5 километре Старомосковского тракта.
Последней, третьей жертвой Марчева стала его 47-летняя знакомая Ирина Самойлова, которой Марчев обещал помочь с работой. 5 октября 2011 года вечером Марчев уговорил Самойлову съездить с ним в Ревдинский район, якобы чтобы решить вопрос о её трудоустройстве в местное предприятие. На полпути возле села Кунгурка Марчев остановил машину и попытался склонить Самойлову к половой связи. Получив отказ, Марчев нанёс ей несколько ударов по голове, затем перерезал горло и, как и у предыдущих жертв, отрезал кисти рук и голову, которые сложил вместе с одеждой убитой и выбросил неподалёку от обезглавленного тела.
Серия убийств в Свердловской области вызвала общественный резонанс и панику среди местных жителей. Для расследования преступлений была создана следственно-оперативная группа. Уголовные дела по убийствам Нургалиевой, Ивановой и Самойловой быстро соединили в одно, так как во всех эпизодах преступник обладал характерным почерком — отрезал руки и головы у жертв.

### Арест, следствие и суд
Сотовый телефон последней жертвы Марчев сбыл перекупщику. Вскоре с помощью биллинга удалось установить нового владельца телефона и то, что последние звонки с устройства сделаны на номер Владимиру Марчеву — 34-летнему жителю Дегтярска. Также оказалось, что фоторобот продавца телефона, составленный со слов покупателя, совпал со внешностью Марчева. На основании этих фактов Марчев был арестован 14 октября 2011 года. Практически сразу Марчев дал признательные показания и написал явку с повинной, выразив желание сотрудничать со следствием и подробно описав каждое убийство. Судебно-психиатрической экспертизой Марчев был признан абсолютно вменяемым. По итогам следствия Марчеву инкриминировали ч.1 ст.158 (кража), ч.3 ст.30, ч.1 ст.131 (покушение на изнасилование), п."а" ч.2 ст.105 (убийство двух и более лиц) УК РФ. 30 сентября 2013 года Свердловский областной суд признал Марчева виновным в трёх убийствах и назначил уголовное наказание в виде пожизненного лишения свободы с отбыванием в исправительной колонии особого режима. 24 апреля 2014 года Верховный суд РФ оставил приговор без изменений. Был отправлен отбывать наказание в колонию «Вологодский пятак».

## В массовой культуре
- Документальный фильм «Уральский мясник» из цикла «Вне закона» (2021)